# HAT-P-28
HAT-P-28 — одиночная звезда в созвездии Андромеды на расстоянии приблизительно 1324 световых лет (около 406 парсек) от Солнца. Видимая звёздная величина звезды — +13,03m. Возраст звезды определён как около 6,1 млрд лет.
Вокруг звезды обращается, как минимум, одна планета.

## Характеристики
HAT-P-28 — жёлтый карлик спектрального класса G3. Масса — около 1,025 солнечной, радиус — около 1,17 солнечного, светимость — около 0,921 солнечной. Эффективная температура — около 5661 K.

## Планетная система
В 2011 году группой астрономов, работающих в рамках проекта HATNet, было объявлено об открытии планеты HAT-P-28 b. Это горячий юпитер, имеющий массу и радиус, равные 0,63 и 1,2 юпитерианских. Планета обращается на расстоянии 0,043 а.е. от родительской звезды, совершая полный оборот за 3,257 суток. Эффективная температура планеты составляет 1384 Кельвин. Открытие было совершено транзитным методом.